# Joachim Uhlmann

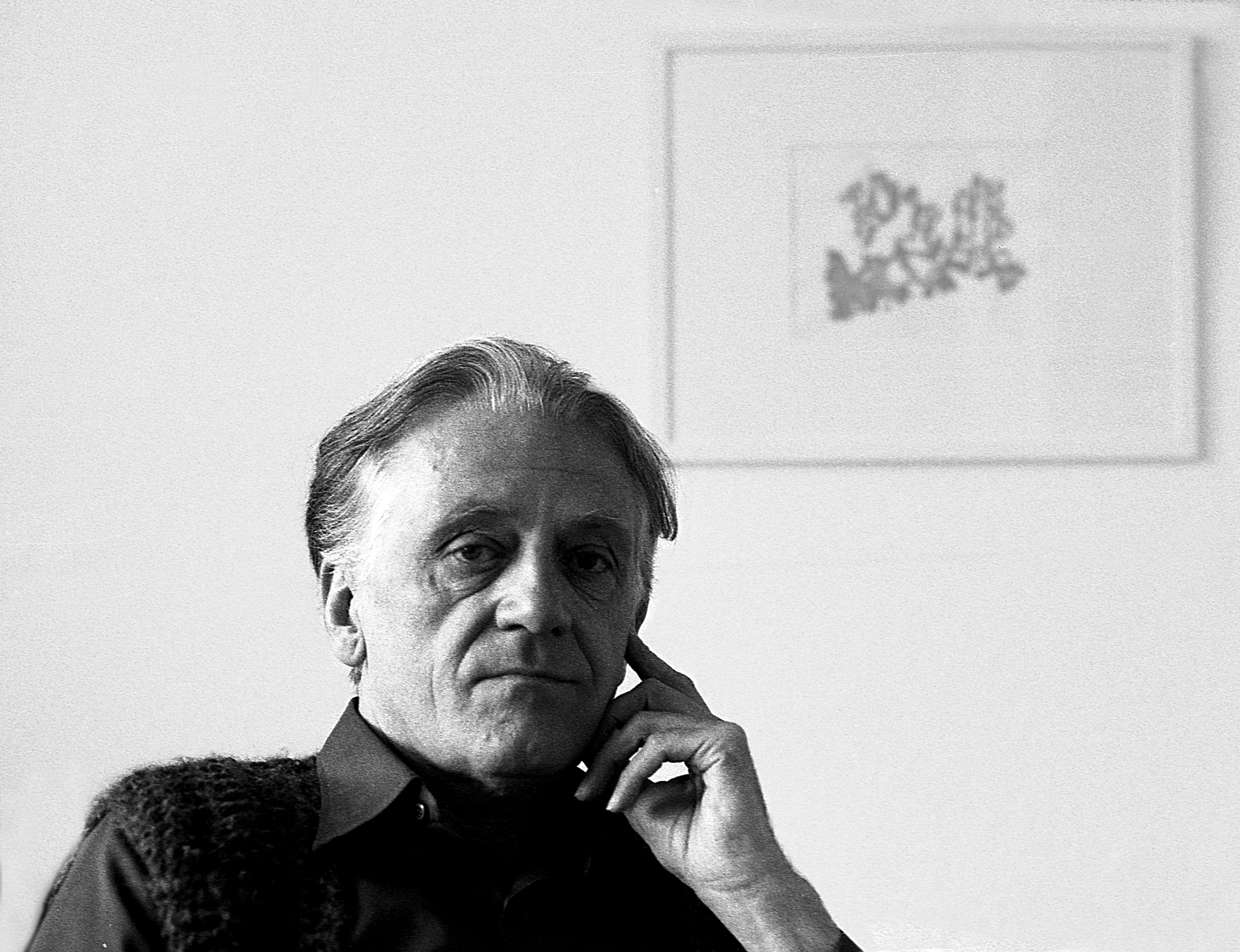
Joachim Uhlmann, 1975

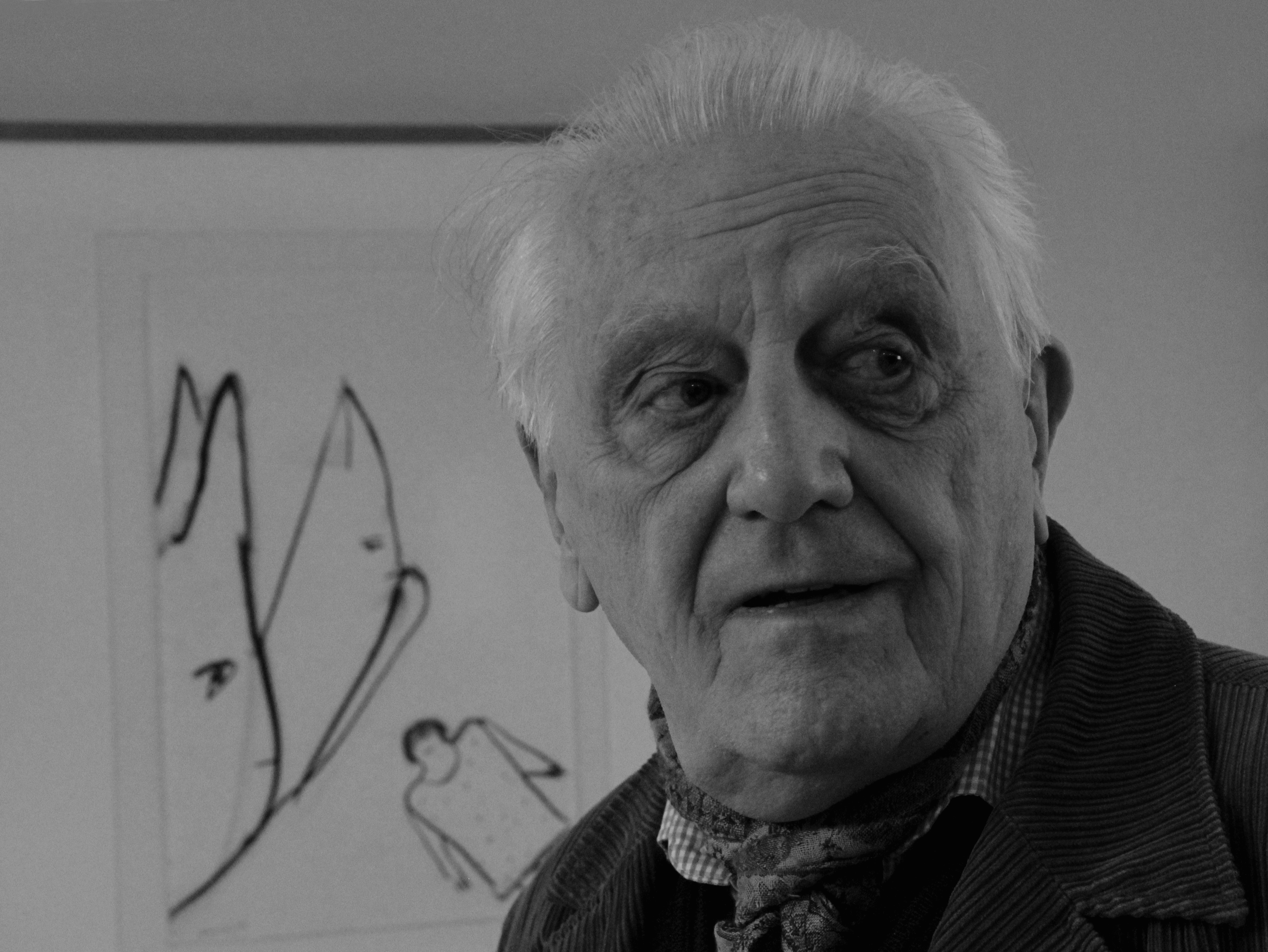
Joachim Uhlmann 2014

Joachim Uhlmann (* 4. Mai 1925 in Berlin; † 10. Juli 2020) war ein deutscher Lyriker, Maler und literarischer Übersetzer aus dem Englischen.

## Leben
Uhlmanns Veröffentlichungstätigkeit begann 1960. Seine Übersetzungen amerikanischer und englischer Lyrik sowie von „Meistererzählungen“ Ambrose Bierce’ fanden weite Verbreitung. Publikationen eigener Gedichte versah Uhlmann zum Teil mit eigenen Tuschezeichnungen oder Linolschnitten. 
Der Autor und Maler wirkte in Berlin und war Mitherausgeber des Jahrbuches für Dichtung Speichen.